# Tritomita-(Ce)
La tritomita-(Ce) és un mineral de la classe dels silicats, que pertany al grup de la britholita. Rep el nom del grec τρί, triple i τομος, tall, perquè el cristall mostra una secció transversal a tres cares. Posteriorment, es va canviar el nom a tritomita-(Ce), amb el sufix, -(Ce) segons els "modificadors Levinson", que indiquen que el ceri és l'element dominant de terres rares.

## Característiques
La tritomita-(Ce) és un silicat de fórmula química Ce₅(SiO₄,BO₄)₃(OH,O). La seva duresa a l'escala de Mohs és 5,5.
Segons la classificació de Nickel-Strunz, la tritomita-(Ce) pertany a «9.AH - Nesosilicats amb CO₃, SO₄, PO₄, etc.» juntament amb els següents minerals: iimoriïta-(Y), tundrita-(Ce), tundrita-(Nd), spurrita, ternesita, britholita-(Ce), britholita-(Y), el·lestadita-(Cl), fluorbritholita-(Ce), fluorel·lestadita, hidroxilel·lestadita, mattheddleïta, tritomita-(Y), fluorcalciobritholita i fluorbritholita-(Y).

## Formació i jaciments
Va ser descoberta a la localitat de Låven, a Langesundsfjorden, Larvik (Vestfold, Noruega). També ha estat descrita en altres indrets del mateix país, així com a Suècia, Rússia i Romania.